# Tragocephala morio
Tragocephala morio là một loài bọ cánh cứng trong họ Cerambycidae.